# Jesús Dueñas
Jesús Alberto Dueñas (Zamora de Hidalgo, Michoacán, 1989. március 16. –) a mexikói válogatott labdarúgója, aki jelenleg a Tigres de la UANL-ban játszik középpályásként.

## Pályafutása

### Klubcsapatokban
Bár már 2009 óta a Tigres de la UANL játékosa, első első osztályú mérkőzésére csak 2011-ben került sor. Azóta is a Tigresben játszik, amellyel 2015-ben megnyerte az Apertura bajnokságot, majd a 2016 Apertura és a 2017 Apertura szezonban is bajnok lett.

### A válogatottban
A válogatottban először 26 évesen, 2015. március 31-én lépett pályára egy Paraguay elleni barátságos mérkőzésen.

#### Mérkőzései a válogatottban
| Mexikó | Mexikó              | Mexikó                                          | Mexikó    | Mexikó   | Mexikó             | Mexikó                          | Mexikó | Mexikó  |
| #      | Dátum               | Helyszín                                        | Hazai     | Eredmény | Vendég             | Kiírás                          | Gólok  | Esemény |
| ------ | ------------------- | ----------------------------------------------- | --------- | -------- | ------------------ | ------------------------------- | ------ | ------- |
| 1.     | 2015. március 31.   | Kansas City, Arrowhead Stadion                  | Mexikó    | 1 – 0    | Paraguay           | barátságos                      | 0      |         |
| 2.     | 2015. július 1.     | Houston, NRG Stadium                            | Mexikó    | 0 – 0    | Honduras           | barátságos                      | 0      | 87'     |
| 3.     | 2015. július 26.    | Philadelphia, Lincoln Financial Field           | Jamaica   | 1 – 3    | Mexikó             | CONCACAF-aranykupa, döntő       | 0      | 7' 86'  |
| 4.     | 2015. szeptember 4. | Sandy, Rio Tinto Stadium                        | Mexikó    | 3 – 3    | Trinidad és Tobago | barátságos                      | 0      | 73'     |
| 5.     | 2015. szeptember 8. | Arlington, AT&T Stadion                         | Mexikó    | 2 – 2    | Argentína          | barátságos                      | 0      | 82'     |
| 6.     | 2016. február 10.   | Miami, Marlins Park                             | Mexikó    | 2 – 0    | Szenegál           | barátságos                      | 1      | 73'     |
| 7.     | 2016. május 28.     | Atlanta, Georgia Dome                           | Mexikó    | 1 – 0    | Paraguay           | barátságos                      | 0      | 61'     |
| 8.     | 2016. június 1.     | San Diego, Qualcomm Stadium                     | Mexikó    | 1 – 0    | Chile              | barátságos                      | 0      | 65'     |
| 9.     | 2016. június 5.     | Glendale, University of Phoenix Stadium         | Mexikó    | 3 – 1    | Uruguay            | Copa América, csoportkör        | 0      | 61'     |
| 10.    | 2016. június 9.     | Pasadena, Rose Bowl                             | Mexikó    | 2 – 0    | Jamaica            | Copa América, csoportkör        | 0      | 72'     |
| 11.    | 2016. június 18.    | Santa Clara, Levi’s Stadion                     | Mexikó    | 0 – 7    | Chile              | Copa América, negyeddöntő       | 0      | 46'     |
| 12.    | 2016. szeptember 2. | San Salvador, Estadio Cuscatlán                 | Salvador  | 1 – 3    | Mexikó             | vb-selejtező                    | 0      | 46'     |
| 13.    | 2016. szeptember 6. | Mexikóváros, Estadio Azteca                     | Mexikó    | 0 – 0    | Honduras           | vb-selejtező                    | 0      | 50' 72' |
| 14.    | 2016. október 8.    | Nashville, Nissan Stadium                       | Mexikó    | 2 – 1    | Új-Zéland          | barátságos                      | 0      |         |
| 15.    | 2016. október 11.   | Bridgeview, Toyota Park                         | Mexikó    | 1 – 0    | Panama             | barátságos                      | 0      | 46' 48' |
| 16.    | 2016. november 15.  | Panamaváros, Estadio Rommel Fernández           | Panama    | 0 – 0    | Mexikó             | vb-selejtező                    | 0      | 46'     |
| 17.    | 2017. június 8.     | Mexikóváros, Estadio Azteca                     | Mexikó    | 3 – 0    | Honduras           | vb-selejtező                    | 0      | 54'     |
| 18.    | 2017. június 28.    | Houston, NRG Stadium                            | Mexikó    | 1 – 0    | Ghána              | barátságos                      | 0      | 80'     |
| 19.    | 2017. július 1.     | Seattle, CenturyLink Field                      | Mexikó    | 2 – 1    | Paraguay           | barátságos                      | 0      | 74'     |
| 20.    | 2017. július 9.     | San Diego, Qualcomm Stadium                     | Mexikó    | 3 – 1    | Salvador           | CONCACAF-aranykupa, csoportkör  | 0      | 87'     |
| 21.    | 2017. július 13.    | Denver, Sports Authority Field                  | Mexikó    | 0 – 0    | Jamaica            | CONCACAF-aranykupa, csoportkör  | 0      | 67'     |
| 22.    | 2017. július 20.    | Glendale, University of Phoenix Stadium         | Mexikó    | 1 – 0    | Honduras           | CONCACAF-aranykupa, negyeddöntő | 0      |         |
| 23.    | 2017. július 23.    | Pasadena, Rose Bowl                             | Mexikó    | 0 – 1    | Jamaica            | CONCACAF-aranykupa, elődöntő    | 0      |         |
| 24.    | 2018. október 11.   | San Nicolás de los Garza, Estadio Universitario | Mexikó    | 3 – 2    | Costa Rica         | barátságos                      | 0      |         |
| 25.    | 2018. november 20.  | Mendoza, Estadio Malvinas Argentinas            | Argentína | 2 – 0    | Mexikó             | barátságos                      | 0      |         |
|        | Összesen            |                                                 |           | 25       | mérkőzés           |                                 | 1      | gól     |